# Turok (personnage)
Pour les articles homonymes, voir Turok.
Turok est le personnage titre de la série de comics du même nom publiée dès 1956. Il a par la suite été aussi le personnage principal de la série de jeux vidéo du même nom.

## Comics
- Turok apparait pour la première fois chez Western Publishing à la fin des années 50. Dans cette version, Turok est un Amérindien qui, en compagnie de son frère Andar, vit des aventures dans une vallée perdue peuplée de dinosaures et autres créatures préhistoriques.
- Lorsque le concept fut repris par Valiant Comics, il fut légèrement changé. Turok et Andar devinrent des Amérindiens du XVIIIe siècle, prisonniers dans la "Terre Perdue" - un monde peuplé d’extraterrestres, de démons et de créatures antédiluviennes. Mothergod, le principal ennemi de Turok, utilise des dinosaures génétiquement modifiés comme "soldats".
- Dans l'univers d'Acclaim Comics, Turok est un personnage nommé Joshua Fireseed protégeant les barrières inter-dimensionnelles menant à la Terre Perdue (où vivent des dinosaures et autres monstres intelligents). Cette version du personnage est notamment connue pour avoir inspiré le premier jeu vidéo de la franchise.
- En 2010, une nouvelle série de comics a vu le jour chez Dark Horse Comics. Elle reprend le concept du tout premier Turok, à savoir deux jeunes frères trouvant une vallée préhistorique.

## Film d'animation
En 2008 sort en DVD Turok, Son of Stone, un film d’animation de 70 minutes produit par Classic Media. En pourchassant le chef d'une tribu rivale responsable d'un enlèvement et de plusieurs massacres, l'Amérindien Turok et son fils Andar pénètrent dans une vallée peuplée de dinosaures...

## Liste des apparitions
- Turok: Dinosaur Hunter sorti en 1997 sur Nintendo 64, Game Boy et PC
- Turok: Battle of the Bionosaurs sorti en 1997 sur Game Boy
- Turok 2: Seeds of Evil sorti en 1998 sur Nintendo 64, Game Boy et PC
- Turok: Rage Wars sorti en 1999 sur Nintendo 64 et Game Boy
- Turok 3: Shadow of Oblivion sorti en 2000 sur Nintendo 64 et Game Boy
- Turok Evolution sorti en 2002 sur PlayStation 2, Xbox, GameCube, Game Boy Advance et PC
- Turok sorti en 2008 sur PlayStation 3, Xbox 360 et PC